# Приєднання голова до голови
Приєднання голова до голови (рос. присоединение голова к голове, англ. head-to-head addition) — у радикально-ланцюгових реакціях — приєднання радикала ініціатора чи радикала, що веде ланцюг, до заміщеного атома С моно- або 1,1-дизаміщеної вінільної групи.
R•+ HXC=CH2 → RHXC—C•H2